# Cebrio bayonnei
Cebrio bayonnei is een keversoort uit de familie Cebrionidae. De wetenschappelijke naam van de soort is voor het eerst geldig gepubliceerd in 1897 door Chobaut.